# Parysówka (Osiek)
Parysówka – część miasta Osiek w Polsce położona w województwie świętokrzyskim, w powiecie staszowskim, w gminie Osiek. Nowe osiedle domków jednorodzinnych w Osieku, położone na wzgórzu, otoczone nielicznymi lasami, w sąsiedztwie stacji kolejowej Osiek Staszowski. Nie posiada odrębnych władz administracyjnych, należy do miasta Osiek.
W przeszłości była to część użytków rolnych, które w wyniku rozrostu się dzisiejszego miasta Osiek przekształcono na odrębne osiedle mieszkaniowe. Zdarzenia te miały miejsce razem z odzyskaniem przez Osiek praw miejskich w 1992 roku. A odebranych Osiekowi przez władze ówczesnego zaborcy rosyjskiego za udzielanie pomoc powstańcom przez ludność miejscową (lokalną) w 1864 roku.

## Geografia
Integralna część miasta Osiek – Parysówka położona jest 15,5 km na północny wschód od Połańca; 18,2 km na zachód, południowy zachód od Tarnobrzega; 19,5 km na wschód od Staszowa i 25,6 km na zachód, północny zachód od Nowej Dęby leżąc na wysokości 174,5 m n.p.m.

## Lokalizacja
Samo osiedle znajduje się między torami linii kolejowej nr 70, ulicą Nową, ulicą Sportową, ulicą Kilmontowską i ulicą MB Sulisławskiej. W dużej mierze zabudowane jest domkami jednorodzinnymi z lat 90. XX wieku i nowszymi.

## Literatura
1. Bielec Jan (red.), Szwałek Stanisława: Wykaz urzędowych nazw miejscowości w Polsce. Ministerstwo Administracji, Gospodarki Terenowej i Ochrony Środowiska. T. II: K - P. Warszawa: GUS, 1981. Brak numerów stron w książce